# Premios Sadosky
Como homenaje a Manuel Sadosky (1914-2005), la Cámara de Software y Servicios Informáticos de la República Argentina (CESSI) crea los Premios Sadosky a la Inteligencia Argentina para galardonar a personas, equipos de trabajo y organizaciones que contribuyan al crecimiento de la tecnología de la información en la Argentina.

## Temáticas
Los Premios Sadosky se dividen en cuatro categorías: Recursos Humanos, Industria IT, Tecnología e Innovación e Inclusión Digital.

### Recursos Humanos
- Calidad e Innovación Educativa:
Se premia las instituciones de educación secundaria, terciaria o universitaria que se destaquen por su calidad académica, por usar técnicas innovadoras, por la creatividad al utilizar recursos tecnológicos y por el compromiso, impacto y alcance en la formación de recursos humanos para la industria del software.

### Industria IT
- Emprendimiento Informático:
Se otorga el galardón a personas físicas o jurídicas, cuyos emprendimientos no tengan más de 36 meses de antigüedad y que respondan a una iniciativa innovadora, relevante y que tenga una buena adopción del público objetivo.
- Solución Informática:
Se premia a empresas ajenas a la industria del software o empresas del rubro que se presenten junto a sus clientes o usuarios, cuyos proyectos mejor combinen la investigación, desarrollo e innovación (I+D+i), calidad y retorno a la inversión (ROI).
- Trayectoria Empresaria – Empresas:
Se distinguen a las empresas que demuestre su trayectoria en el desarrollo de proyectos, productos o servicios. Los destinatarios de este premio son empresas de TI con presencia en Argentina.

### Tecnología e Innovación
- Trabajo de Investigación Colaborativo Industria-Academia:
Se premia al trabajo colaborativo de investigación aplicada en tecnologías de vanguardia, integrando grupos de investigación del ámbito Académico con Empresas TI y/o Instituciones Públicas.
- Proyecto de Innovación:
Se premiará a Equipos de Trabajo, Empresas TI o Instituciones Públicas o Privadas que haya desarrollado soluciones TI con innovación en tecnologías de vanguardia y con impacto probado.
- Empresa Innovadora:
Se premia a empresas de TI que se destaquen por la implementación de una innovación desarrollada localmente en sus productos, procesos, servicios o soluciones TI en forma sistemática y en los últimos años.

### Inclusión Digital
- Inclusión Digital:
Se premia empresas de TI o instituciones cuya aplicación se destaque por su impacto en la sociedad, generando un incremento en la inclusión digital de los diferentes estratos sociales, desarrollado en Argentina.

### Premio Sadosky Comunidad
Se distingue con el Premio Sadosky Comunidad al finalista que haya recibido más votos del público a través de las redes sociales de CESSI.

### Premio Sadosky de Oro
Se premia con el Premio Sadosky de Oro al mayor referente del año de la industria tecnológica argentina.

## Ganadores
| Temática                                                                                  | Empresa/Institución | Iniciativa |
| ----------------------------------------------------------------------------------------- | --- | --- |
| Inversión en Argentina: Premio a la empresa extranjera promotora de la industria local    | Microsoft | Microsoft |
| Inversión en Argentina: Premio al mejor proyecto de inversión en tecnología               | Fuego Technologies | Fuego Technologies |
| Periodismo: Premio a la mejor nota periodística especializada                             | Infobae | "La industria invisible", de Andrea Catalano                                                                                            |
| Periodismo: Premio a la trayectoria periodística especializada                            | Epifanio Blanco | Epifanio Blanco |
| Periodismo: Premio al medio de comunicación especializado                                 | Revista Information Technology | Revista Information Technology |
| Periodismo: Premio al medio de comunicación no especializado                              | La Nación | La Nación |
| Proyectos Informáticos desarrollados en Argentina: Mejor proyecto del sector privado      | Movilogic | Movimap |
| Proyectos Informáticos desarrollados en Argentina: Mejor proyecto del sector público      | UTE DDS Unitech | Proyecto de Desarrollo de Juzgado Modelo (PROJUM)                                                                                       |
| Proyectos Informáticos desarrollados en Argentina: Mejor proyecto exportado               | Novamens | Aptela |
| Recursos Financieros: Premio a la generación de recursos financieros                      | Agencia Nacional de Promoción Científica, Tecnológica y de Innovación – FONTAR                                                          | Agencia Nacional de Promoción Científica, Tecnológica y de Innovación – FONTAR                                                          |
| Recursos Humanos: Premio a la formación de RRHH                                           | LIFIA – UNLP | Gabriel Baum, presidente de SADIO e investigador LIFIA – UNLP                                                                           |
| Recursos Humanos: Premio a la innovación educativa                                        | Instituto de Tecnología ORT | Instituto de Tecnología ORT |
| Recursos Humanos: Premio a la trayectoria de la calidad educativa                         | Universidad Nacional del Centro de la Provincia de Buenos Aires - UNICEN                                                                | Universidad Nacional del Centro de la Provincia de Buenos Aires – UNICEN                                                                |
| Recursos Humanos: Premio al estudiante de tecnología más reconocido en el exterior        | Pablo Ariel Heiber | Pablo Ariel Heiber |
| Técnicos y Científicos: Premio al profesional de tecnología más reconocido en el exterior | Verónica Becher | Verónica Becher |
| Técnicos y Científicos: Premio a la mejor investigación sobre informática y negocios      | Andrés López | Andrés López |
| Técnicos y Científicos: Premio a la mejor investigación sobre tecnología informática      | Dr. Víctor Braberman, en conjunto con Diego Garbervetsky, Nicolás Kicillof, Alfredo Olivero, Fernando Schapachnik y otros colaboradores | Dr. Víctor Braberman, en conjunto con Diego Garbervetsky, Nicolás Kicillof, Alfredo Olivero, Fernando Schapachnik y otros colaboradores |
| Premio Sadosky de Oro                                                                     | LIFIA - UNLP | Gabriel Baum, presidente de SADIO e investigador                                                                                        |

| Temática                                | Empresa/Institución                                                           | Iniciativa |
| --------------------------------------- | ----------------------------------------------------------------------------- | --- |
| Industria TI: Solución Informática      | Competir                                                                      | Programa de Alfabetización Digital “PAD” |
| Industria TI: Calidad Empresaria        | Intersoft                                                                     | Fernando Racca, Presidente |
| Industria TI: Trayectoria Empresaria    | Sistemas Bejerman                                                             | Sistemas Bejerman |
| Inversión: Empresa Promotora            | IBM                                                                           | IBM |
| Inversión: Proyecto de Inversión        | Motorola Argentina                                                            | Centro de Desarrollo de Software |
| Prensa: Innovación Periodística         | CanalAR                                                                       | CanalAR |
| Prensa: Investigación Periodística      | Alicia Giorgetti                                                              | Notas: "Tributación del Software (hardware y software)", publicada en Information Technology, "La buena educación", publicada en Information Technology; y "La batalla de los procesadores", publicada en la revista TICs |
| Prensa: Trayectoria Periodística        | El Oso Producciones                                                           | "Científicos Industria Argentina", programa emitido por Telefe y conducido por Adrián Paenza |
| Recursos Humanos: Calidad Docente       | Escuela Municipal de Educación Técnica Nº37 D.E. 11, Hogar Naval Stella Maris | Carlos Alberto Marcogliese |
| Recursos Humanos: Innovación Educativa  | Instituto Tecnológico de Buenos Aires - ITBA                                  | Licenciatura en Administración y Sistemas |
| Recursos Humanos: Trayectoria Educativa | Universidad de Buenos Aires                                                   | Facultad de Ciencias Exactas y Naturales, Departamento de Computación |
| Tecnología: Investigación Tecnológica   | Calipso                                                                       | Biframe |
| Tecnología: Tecnología Aplicada         | Mouse Cap                                                                     | Martín Belzunce y Nahuel González |
| Tecnología: Trabajo de Investigación    | Instituto Nacional de Epidemiología del Ministerio de Salud de la Nación      | Programa Nacional de Vigilancia de las Infecciones Hospitalarias de Argentina (VIHDA) |
| Premio Sadosky de Oro                   | Fernando Racca, Presidente de Intersoft                                       | Fernando Racca, Presidente de Intersoft |

| Temática                                | Empresa/Institución                                         | Iniciativa                                                                                 |
| --------------------------------------- | ----------------------------------------------------------- | ------------------------------------------------------------------------------------------ |
| Industria TI: Solución Informática      | Fundación Biblioteca Central de Medicina                    | Red Informática de Medicina Avanzada, RIMA                                                 |
| Industria TI: Calidad Empresaria        | Carlos Pallotti                                             | Carlos Pallotti                                                                            |
| Industria TI: Trayectoria Empresaria    | Grupo ASSA                                                  | Grupo ASSA                                                                                 |
| Inversión: Empresa Promotora            | Oracle y Sun Microsystems                                   | Programa Entertech                                                                         |
| Inversión: Proyecto de Inversión        | Intel                                                       | Centro de Innovación y Desarrollo de Software de Intel en Córdoba                          |
| Prensa: Innovación Periodística         | Infobae                                                     | Infobaeprofesional.com y sección Tecnología de Infobae                                     |
| Prensa: Investigación Periodística      | César Dergarabedian                                         | "El software argentino, a la búsqueda de un lugar en el mundo", publicado en Infobae       |
| Prensa: Trayectoria Periodística        | Rubén Levenberg                                             | Rubén Levenberg                                                                            |
| Recursos Humanos: Calidad Docente       | Jorge Aguirre                                               | Jorge Aguirre                                                                              |
| Recursos Humanos: Innovación Educativa  | Universidad Argentina de la Empresa - UADE                  | Facultad de Ingeniería y Ciencias Exactas                                                  |
| Recursos Humanos: Trayectoria Educativa | Universidad Tecnológica Nacional - UTN                      | Universidad Tecnológica Nacional - UTN                                                     |
| Tecnología: Innovación Tecnológica      | Competir                                                    | Desarrollos Web 2.0 y Mushup                                                               |
| Tecnología: Tecnología Aplicada         | Sia Interactive                                             | Engine3D y Cameraction                                                                     |
| Tecnología: Trabajo de Investigación    | Dr. Eitel J. Lauria en colaboración con el Dr. Giri K. Tayi | “Statistical Machine Learning for Network Intrusion Detection: A Data Quality Perspective” |
| Premio Sadosky de Oro                   | Carlos Pallotti                                             | Carlos Pallotti                                                                            |

| Temática                                | Empresa/Institución | Iniciativa |
| --------------------------------------- | --- | --- |
| Industria TI: Solución Informática      | SoftLab | Questor |
| Industria TI: Calidad Profesional       | Motorola | Álvaro Ruiz de Mendarozqueta                                                                                                 |
| Industria TI: Empresa Informática       | Globant | Globant |
| Industria TI: Trayectoria Empresaria    | Sistemas Bejerman | Daniel O. Bejerman, presidente                                                                                               |
| Inversión: Empresa Promotora            | IBM | Global Delivery Center Argentina (GDCA)                                                                                      |
| Inversión: Proyecto de Inversión        | Universidad de La Punta, San Luis                                                                                       | Parque Informático La Punta - PILP                                                                                           |
| Prensa: Investigación Periodística      | Bruno Massare, Mariana Pernas y Marilina Esquivel                                                                       | Nota sobre la problemática de los recursos humanos en IT en el mercado local, publicada en la Revista Information Technology |
| Prensa: Trayectoria Periodística        | Editorial Poulbert | Revista Nex IT |
| Recursos Humanos: Calidad Educativa     | Instituto de Tecnología ORT                                                                                             | Instituto de Tecnología ORT                                                                                                  |
| Recursos Humanos: Innovación Educativa  | Instituto Balseiro | Iniciativa en línea de apoyo a aspirantes de ingreso                                                                         |
| Recursos Humanos: Trayectoria Educativa | Carlos Tomassino | Carlos Tomassino |
| Tecnología: Innovación Tecnológica      | Intel | Desarrollo del Intel Mash Maker Data Services                                                                                |
| Tecnología: Investigación Tecnológica   | Departamento de Computación de la FCEyN de la UBA y Fundación para las Enfermedades Neurológicas de la Infancia (FLENI) | Desarrollo del sistema de detección y análisis de tumores y edemas en imágenes de resonancia magnética cerebral              |
| Tecnología: Trayectoria Tecnológica     | Intel | Rodolfo Kohn |
| Premio Sadosky de Oro                   | Instituto de Tecnología ORT                                                                                             | Instituto de Tecnología ORT                                                                                                  |

| Temática                                                          | Empresa/Institución                                                                                               | Iniciativa |
| ----------------------------------------------------------------- | --- | --- |
| Industria TI: Solución Informática                                | Motorola | Solución Informática "TEAM"                                                                                       |
| Industria TI: Emprendedor Informático                             | Competir | Pablo Aristizábal, CEO                                                                                            |
| Industria TI: Empresa Informática                                 | Hexacta | Hexacta |
| Industria TI: Proyecto Informático, Brecha Digital                | Fundación Compañía Social Equidad                                                                                 | Fundación Compañía Social Equidad                                                                                 |
| Inversión: Proyecto de Inversión                                  | Intel | Laboratorio de Clusters de HPC de Acceso Remoto                                                                   |
| Prensa: Investigación Periodística                                | Andrea Catalano, Suplemento IT Business El Cronista                                                               | "10 años para un cambio de paradigmas"                                                                            |
| Recursos Humanos: Calidad Educativa, Nivel Primario               | Universidad de La Punta, San Luis                                                                                 | Iniciativa "Balance Cero"                                                                                         |
| Recursos Humanos: Calidad Educativa, Nivel Secundario o Terciario | Universidad de La Punta, San Luis                                                                                 | Iniciativa "Olimpíadas Sanluiseñas del Conocimiento"                                                              |
| Recursos Humanos: Calidad Educativa, Nivel Universitario          | Depto. de Ingeniería en Sistemas de Información, Facultad Regional Buenos Aires, Universidad Tecnológico Nacional | Depto. de Ingeniería en Sistemas de Información, Facultad Regional Buenos Aires, Universidad Tecnológica Nacional |
| Recursos Humanos: Innovación Educativa                            | Facultad de Ciencias Exactas y Naturales de la Universidad de Buenos Aires                                        | Escuela de Ciencias Informáticas (ECI)                                                                            |
| Tecnología: Innovación Tecnológica                                | Lupa Corporation                                                                                                  | Proyecto "Panoranium"                                                                                             |
| Tecnología: Nuevas Tecnologías Interactivas                       | Intekio | "Goovis" |
| Premio Sadosky de Oro                                             | Fundación Compañía Social Equidad                                                                                 | Fundación Compañía Social Equidad                                                                                 |

| Temática                                                                   | Empresa/Institución                                             | Iniciativa                                       |
| -------------------------------------------------------------------------- | --------------------------------------------------------------- | ------------------------------------------------ |
| Industria TI: Solución Informática                                         | Universidad de La Punta, San Luis                               | Seguimiento vehicular                            |
| Industria TI: Emprendedor Informático                                      | Advenio Software                                                | Vox Maris - Simulador GMDSS                      |
| Industria TI: Trayectoria Empresaria                                       | Synthesis Retail Solutions                                      | Synthesis Retail Solutions                       |
| Recursos Humanos: Calidad Educativa                                        | Universidad Nacional de Río Cuarto-FCEFQyN- Dpto de Computación | Escuela de Verano de Ciencias Informáticas       |
| Recursos Humanos: Innovación Educativa                                     | Universidad Argentina de la Empresa – UADE                      | UADE Labs - Primer Edificio Tecnológico Integral |
| Responsabilidad Social Empresaria: Proyecto Informático, Inclusión Digital | Fundación Desarrollar Argentina                                 | Proyecto Programar                               |
| Tecnología: Innovación Tecnológica                                         | Intel Software de Argentina                                     | Mobile Context Aware Services (MCAS)             |
| Tecnología: Nuevas Tecnologías Aplicadas                                   | Inamika Interactive                                             | Inamiklass                                       |
| Premio Sadosky de Oro                                                      | Universidad Argentina de la Empresa – UADE                      | UADE Labs - Primer Edificio Tecnológico Integral |

| Temática                                 | Empresa/Institución                                                       | Iniciativa                                                               |
| ---------------------------------------- | ------------------------------------------------------------------------- | ------------------------------------------------------------------------ |
| Industria TI: Emprendimiento Informático | Aquadize Studios                                                          | Aquadize Studios                                                         |
| Industria TI: Solución Informática       | Intraway Corporation                                                      | Proyecto Intraway Service Delivery Platform                              |
| Inclusión Digital: Inclusión Digital     | Fundación Evolución e Intel                                               | Programa Intel Aprender                                                  |
| Industria TI: Trayectoria Empresaria     | Baufest                                                                   | Baufest                                                                  |
| Recursos Humanos: Calidad Educativa      | UTN, Facultad Regional Córdoba, Depto. de Ing. en Sistemas de Información | Plan de Recuperación de Estudiantes Avanzados que abandonaron la Carrera |
| Recursos Humanos: Innovación Educativa   | Universidad de Buenos Aires (UBA)                                         | Maestría en Seguridad Informática                                        |
| Tecnología: Innovación Tecnológica       | AuthenWare                                                                | Software de Verificación de Identidad Biométrica Comportamental          |
| Tecnología: Nuevas Tecnologías Aplicadas | Hardata                                                                   | Hardata TV                                                               |
| Premio Sadosky Comunidad                 | Fundación Evolución e Intel                                               | Programa Intel Aprender                                                  |
| Premio Sadosky de Oro                    | AuthenWare                                                                | Software de Verificación de Identidad Biométrica Comportamental          |